# Friheten i Sverige
Friheten i Sverige var en medborgarrättsrörelse grundad av Andres Küng hösten 1985. Den gick samman med Medborgarrättsrörelsen 1988.

## Historia och inriktning
Föreningen framträdde offentligt med tidningsupprop 10 september och 10 oktober 1985 undertecknade av Sven Fagerberg, Andres Küng, Henning Sjöström och Gustaf Petrén.
Verksamheten började med att Svenska arbetsgivareföreningens film Friheten i Sverige premiärvisades 10 september 1985.
Första styrelsen valdes 20 september 1985. Ordförande blev Andres Küng, och i styrelsen ingick Sture Eskilsson, Henning Sjöström och Jarl Kulle.
Föreningen ville slå vakt om enskilda människors frihet och rättssäkerhet. Sverige vore fortfarande ett frihetsland, menade föreningen, men att många fri‑ och rättigheter kunde naggas ytterligare i kanten, om medborgare icke agerade.
Kända svenskar som Ulf Brunnberg och Jörgen Weibull anslöt sig vid starten. Föreningen engagerade bland andra försvarsdebattören kommendörkapten Hans von Hofsten.
Föreningen uppgav sig ha 2000 medlemmar 1986.
Friheten i Sverige gick samman med Medborgarrättsrörelsen 1 januari 1988. Küng var ordförande i Friheten i Sverige fram till sammanslagningen.

## Uppmärksamhet i massmedia
I massmedia uppmärksammades Friheten i Sverige främst av Dagens Nyheter. På ledarplats, i kommentarer, och även i nyhetsmaterialet framförde DN kritik mot att Friheten i Sverige vore högerpolitiska och ensidigt inriktade på att kritisera socialdemokraterna. I sin rapportering från föreningens ”frihetsdag” i Jönköping 1986 frågade Dagens Nyheters Anne‑Marie Åsheden föreningens företrädare hur de ställde sig till risken att uppfattas som högerextrema och ett tillhåll för missnöjda och socialdemokrathatare. Andres Küng medgav att risken funnes, men att orsaken i så fall vore att offer för kränkningar inte har någonstans att vända sig.
Dagens Nyheter publicerade också en utdragen debatt 1987–1988, varest Friheten i Sverige (och  från 1988 den sammanslagna föreningen  Medborgarrättsrörelsen Friheten i Sverige) anklagades av Berit Hedeby och 1:e socialsekreterare Yvonne Fernell för att arbeta för föräldrars rätt vid omhändertagande av barn på ett sätt som ledde till fara och men för barn, och för att uppvigla till hat mot socialförvaltningen.
Föreningen uppmärksammades av Jan Guillou i Rekord‐Magazinet.

## Ordförande
| 1985–1988 | Andres Küng |